# Andrés Ravecca
Andrés Ravecca Cardenas (Montevideo, 9 gennaio 1989) è un calciatore uruguaiano, difensore dell'Uruguay Montevideo.

## Caratteristiche tecniche
È un terzino destro.

## Carriera
Cresciuto nel settore giovanile del Cerro, ha esordito in prima squadra il 30 agosto 2019 disputando l'incontro di Primera División Profesional pareggiato 1-1 contro il Peñarol.